# Podróż apostolska Jana Pawła II do Portugalii (1991)
Podróż apostolska Jana Pawła II do Portugalii – 50. podróż apostolska Jana Pawła II, podczas której w dniach 10-13 maja 1991 papież odwiedził Portugalię.

## Przebieg pielgrzymki

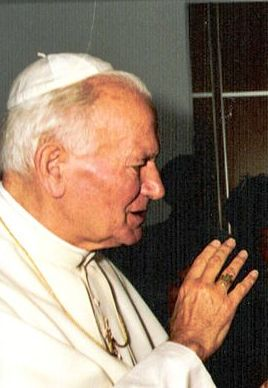
Jan Paweł II w 1991

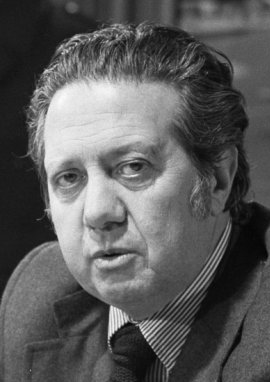
Mário Soares

### 10 maja 1991 (piątek)
Papież przyleciał do Lizbony, wygłosił przemówienie powitalne na lotnisku Portela i odprawił mszę na stadionie Restelo, adresowaną głównie do wiernych patriarchatu Lizbony. Po jej zakończeniu złożył wizytę prezydentowi Mário Soaresowi, a także spotkał się z korpusem dyplomatycznym.

### 11 maja 1991 (sobota)
Jan Paweł II udał się na Azory, gdzie odprawił mszę w Angra do Heroísmo na wyspie Terceira, a następnie uczestniczył w liturgii Słowa w Ponta Delgada na wyspie São Miguel.

### 12 maja 1991 (niedziela)
Papież poleciał na Maderę i odprawił mszę w Funchal, która zakończyła się modlitwą Regina Coeli. Wieczorem Jan Paweł II przybył do Fatimy i uczestniczył w czuwaniu w tamtejszym sanktuarium maryjnym (w modlitwie tej uczestniczyło ponad milion osób). Wieczorem, za pośrednictwem Radia Watykańskiego skierował słowa do Polaków.

### 13 maja 1991 (poniedziałek)
Papież dziękował w Fatimie za opiekę Matki Boskiej nad nim i całym Kościołem w dobie przemian w dziesiątą rocznicę zamachu na niego. Spotkał się z Łucją dos Santos na 20-minutowej audiencji, potem z uczestnikami Konferencji Episkopatu Portugalii oraz podpisał list do biskupów Europy poświęcony nowej ewangelizacji kontynentu, a na zakończenie przyjął grupę biskupów i wiernych z Angoli w pięćsetlecie ewangelizacji tego kraju (modlił się o pokój w Angoli). Odprawił następnie mszę w Fatimie, a na jej zakończenie odnowił akt zawierzenia ludzkości Niepokalanemu Sercu Maryi. Wieczorem powrócił do Rzymu poprzez Lizbonę.